# Bryanston School

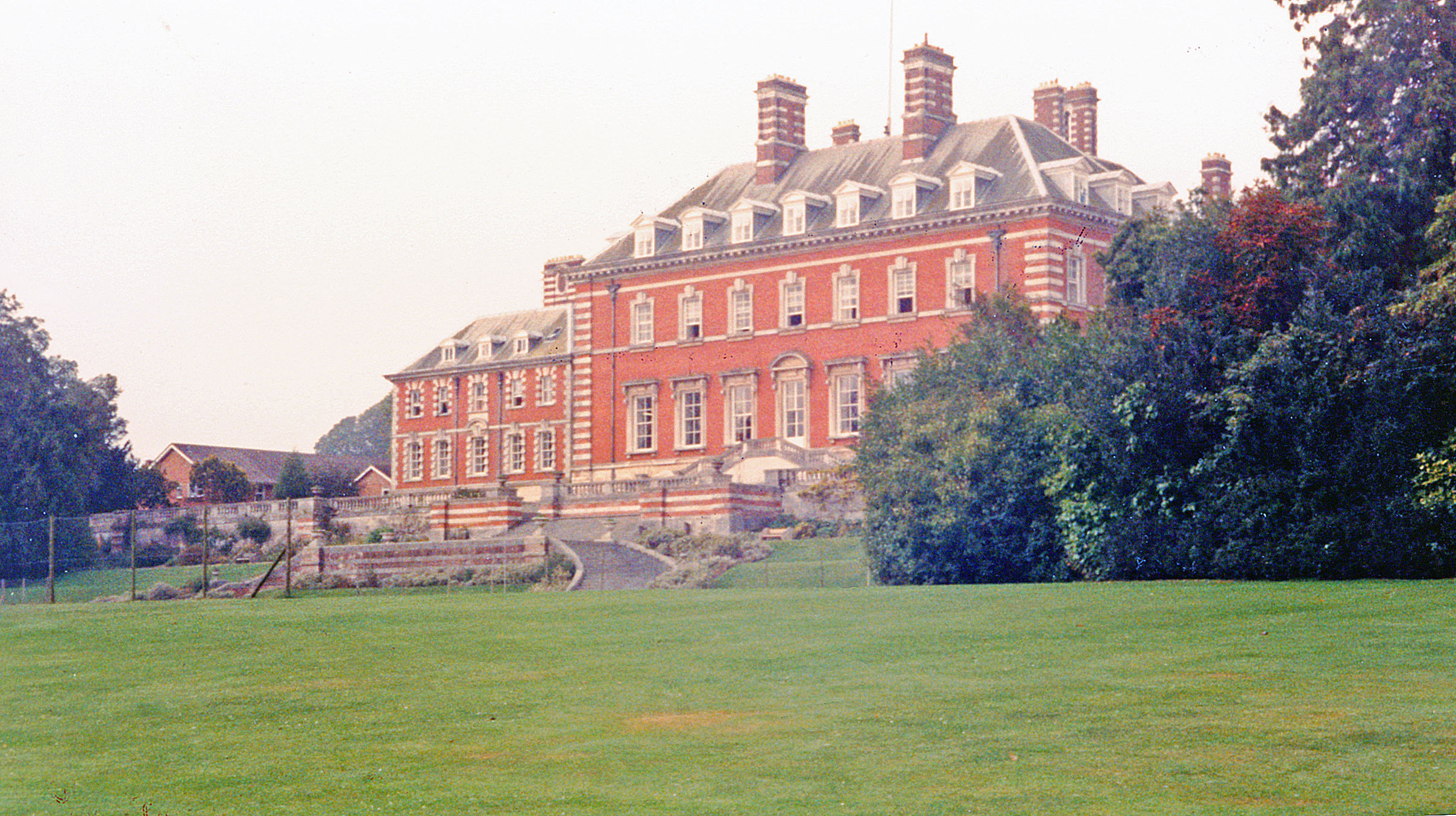
Hauptgebäude 1986

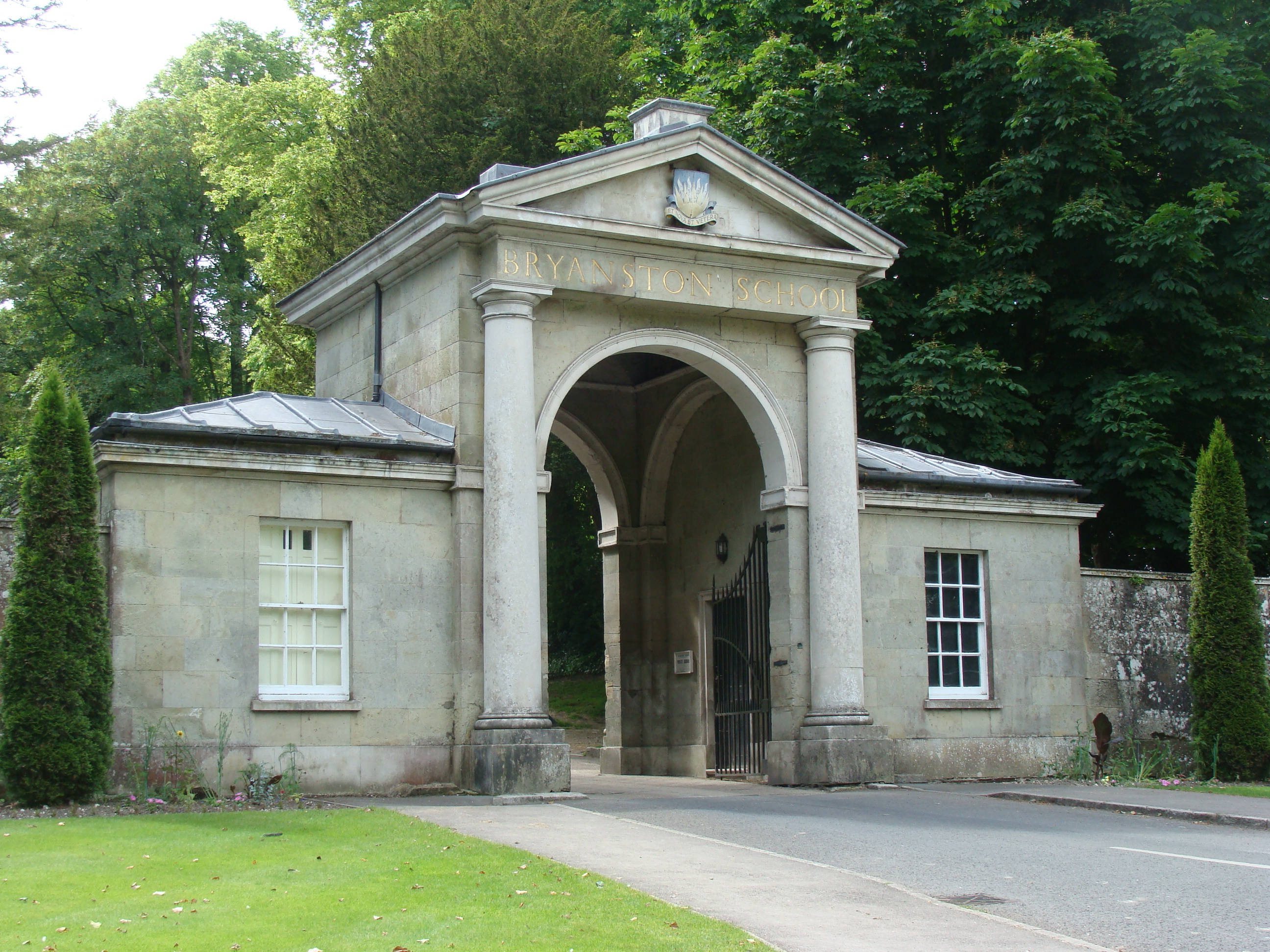
Zufahrt 2014

Die Bryanston School ist ein Internat, das sich in Bryanston, einer kleinen Stadt in Dorset, England befindet. Seine Gründung geht bis auf das Jahr 1928 zurück, was für ein englisches Internat relativ jung ist. Ursprünglich gehörten die Ländereien mit mehr als 1,6 km² und dem von Architekten Richard Norman Shaw erbauten Landhaus dem Viscount Portman. Die Bryanston School ist ein Internat für Jungen und Mädchen, das von über 700 Schülern besucht wird. Das Hauptgebäude steht seit 1985 als Listed Building Grade-I, die Zufahrt mit Torbogen und Pförtnerhaus seit 1955 mit Grade-II unter Denkmalschutz.

## Geschichte und Leitbild
In den Anfängen war Bryanston eine kleine Schule mit nur 23 Schülern und sieben Angestellten. 2004 waren es 650 Schüler und 80 Lehrer, Angestellte nicht mitgezählt. Das Motto dieser relativ jungen liberalen Schule ist: „Et nova et vetera“ – „sowohl neu, als auch alt“.
Bekannt ist Bryanston für seine liberale Haltung und die große Auswahl an Freizeitaktivitäten.
Des Weiteren werden Schüler mit besonderen musikalischen, künstlerischen oder auch sportlichen Begabungen stark gefördert.
Die Schule wird durch Schulgebühren und Spenden finanziert. Die Schulgebühren gehören mit rund 26.000 GBP zu den höchsten Englands.
Diese Einstellung der Schule ist zu einem großen Teil Tom Wheare, dem letzten Rektor des Internats zuzuschreiben, der zum Ende des Schuljahres 2005 in Rente ging. Seine Nachfolgerin Sarah Thomas ist die erste weibliche Rektorin seit dem Bestehen der Schule.
Die Farben der Schule sind gelb und blau.
Außerdem findet dort jedes Jahr die JACT Ancient Greek Summer School statt, an der viele der renommiertesten klassischen Philologen Großbritanniens teilgenommen haben.

## Kleidung
Anders als die meisten Internate in England besitzt die Bryanston School keine Schuluniform, lediglich eine Kleiderordnung („Dress Code“).
Männer sollen Polohemden, schwarze oder dunkelblaue Hosen (keine Jeans) und Lederschuhe tragen. Frauen haben die Wahl zwischen dunkelblauen oder schwarzen Röcken oder Hosen und Polohemden. In den höheren Schuljahren dürfen Männer auch Hemden tragen und die Regeln werden im Allgemeinen gelockert.

## Auszeichnungen
Die Bryanston School wurde 2006 von dem Nachrichtensender BBC zur insgesamt viertbesten Schule Englands gekürt.
Des Weiteren wählte das Magazin „Rugby World“ das Rugby-Team der Schule 2006 zur Mannschaft des Monats, da sie in den letzten drei Jahren insgesamt nur drei Spiele verloren hatten und in dieser Saison ungeschlagen blieben.

## Rektoren in Bryanston
- J. G. Jeffreys (1928–1932)
- Thorold Coade (1932–1959)
- Robson Fisher (1959–1974)
- David Jones (1974–1983)
- Tom Wheare (1983–2005)
- Sarah Thomas (2005–2019)
- Mark Mortimer (2019–2021)
- Richard Jones (seit 2021)

## Bekannte ehemalige Schüler
- Prinz Alastair of Connaught (1914–1943), Mitglied der britischen Königsfamilie
- Frederick Sanger (1918–2013), Biochemiker
- Michael Yates (1919–2001), Geliebter und Muse von W. H. Auden
- Noel Currer-Briggs (1919–2004), Kryptoanalytiker und Genealoge
- Adrian Heath (1920–1992), Maler
- Lucian Freud (1922–2011), Maler
- Peter Bridge (1925–1982), schrieb Theaterstücke
- John Douglas, 21. Earl of Morton (1927–2016), ein schottischer Peer
- Sir Tony Durant (* 1928), Politiker
- Sir Terence Conran (1931–2020), Designer und Restaurator
- Drummond Matthews (1931–1997), Geologe
- Sir Howard Hodgkin (1932–2017), Maler
- Jonathan Gathorne-Hardy (* 1933), Autor
- Quinlan Terry (* 1937), Architekt
- Nicholas Phillips, Baron Phillips of Worth Matravers (* 1938), Master of the Rolls, 2000–2005, und Lord Chief Justice von England und Wales, 2005–2008, Präsident des Obersten Gerichtshofs des Vereinigten Königreichs, 2009–2012
- Simon Napier-Bell (* 1939), Manager, Schriftsteller und Journalist
- John Nissen (* 1942), Gründer der Cloudworld
- John Eliot Gardiner (* 1943), Dirigent und Träger des Bundesverdienstkreuzes 1. Klasse
- Julian Vereker (1945–2000), Elektroingenieur
- Antony Beaumont (* 1949), Kapellmeister in Saarbrücken, Leiter des Opernstudios am Opernhaus Köln
- Robert Saxton (* 1953), Komponist
- Kwame Anthony Appiah (* 1954), Philosoph
- Jonathan Bowen (* 1956), Wissenschaftler
- Jasper Morrison (* 1959), Designer
- Jasper Conran (* 1960), Modedesigner
- Saira Shah (* 1964), Journalistin und Regisseurin
- Tahir Shah (* 1966), Schriftsteller und Dokumentarfilmmacher
- Ben Fogle (* 1973), Fernsehmoderator
- Emilia Fox (* 1974), Schauspielerin
- Prinzessin Haya von Jordanien (* 1974), Tochter von König Hussein I. von Jordanien
- Hinrich Romeike (* 1963), Vielseitigkeitsreiter
- William Herbert, 18th Earl of Pembroke (* 1978), britischer Aristokrat und Landbesitzer
- Max Irons (* 1985), Schauspieler und Model
- Amy Studt (* 1986), Popsängerin
- Eliot Paulina Sumner (* 1990), Musikerin und Tochter von Rock-Sänger Sting